# Gediminas Orelik
Gediminas Orelik, né le 14 mai 1990, à Šiauliai, en Lituanie, est un joueur lituanien de basket-ball. Il évolue au poste d'ailier.

## Palmarès
- Coupe de Lituanie 2013
- Coupe de Turquie 2017
- 3e de l'Universiade d'été de 2011
- Vainqueur de la Coupe d'Europe FIBA 2017-2018